# 兴隆水库
兴隆水库是中国吉林省白城市通榆县境内的一座水库，位于引洮尔河水，建于1960年。水库正常库容为2800万立方米，集雨面积为11925平方千米，海拔为162.35米。